# یوکاسیاروی
یوکاسیاروی (به سوئدی: Jukkasjärvi) یک منطقهٔ مسکونی در سوئد است که در بخش کیرونا واقع شده‌است. یوکاسیاروی ۱٫۴۴ کیلومتر مربع مساحت و ۵۴۸ نفر جمعیت دارد.